# Liste der Monuments historiques in Noroy (Oise)
Die Liste der Monuments historiques in Noroy (Oise) führt die Monuments historiques in der französischen Gemeinde Noroy auf.

## Liste der Bauwerke
| Bezeichnung       | Beschreibung | Standort | Kennzeichnung | Schutzstatus | Datum | Bild           |
| ----------------- | ------------ | -------- | ------------- | ------------ | ----- | -------------- |
| Kirche Notre-Dame | Erbaut 1522  | (Lage)   | PA00114785    | Inscrit      | 1949  | weitere Bilder |

## Liste der Objekte
- Monuments historiques (Objekte) in Noroy (Oise) in der Base Palissy des französischen Kultusministeriums